# Cozia (okręg Hunedoara)
Cozia – wieś w Rumunii, w okręgu Hunedoara, w gminie Cârjiți. W 2011 roku liczyła 164 mieszkańców.